# Flexicrurum minutum
Flexicrurum minutum is een spinnensoort uit de familie Psilodercidae. De soort komt voor in China.